# Партии на протеста
Партии на протеста е общото наименование на партията „Има такъв народ“ и коалиционните му съюзници, обединенията „Демократична България“ и „Изправи се! Мутри вън!“. Това наименование започва да се популяризира след началото на антиправителствините протести в България през юли 2020 година. След изборите на 4 април 2021 година, названието става неофициалното наименование на партньорството между трите нови партии в XLV народно събрание. Основните им цели са съдебната реформа, борбата с корупцията, борба с т.н задкулисие и паралелна държава, присъединяването на България към Шенгенското пространство и приемане в Еврозоната.